# Un piede in paradiso (film 1991)
Un piede in paradiso è un film del 1991 diretto da E.B. Clucher e interpretato da Bud Spencer e Carol Alt.
In questo film, prima di Pulp Fiction, viene citato un fittizio passaggio biblico attribuito al libro di Ezechiele, ma a differenza di quella conosciuta come Ezechiele 25:17, non è specificato il binomio capitolo-verso.
La citazione è pronunciata da Victor in una delle scene finali dopo il ritrovamento del biglietto vincente: "Se l'iniquo abbandona le sue iniquità e segue gli azzurri sentieri del cielo, egli avrà nuova vita e i suoi peccati gli saranno perdonati".

## Trama
John Bartholomew Webster, detto "Bull", è un tassista squattrinato la cui piccola compagnia sta per essere eliminata dalla grande azienda concorrente. Un giorno, mentre accompagna all'aeroporto un ragazzo che doveva giocare a football, scopre di aver vinto alla lotteria 150 milioni di dollari, perché il ragazzo, incredibilmente, gli ha regalato il biglietto durante il pagamento della corsa. Sapendo questo in anticipo sia negli Inferi che in Paradiso, vengono inviati due emissari, un angelo e una diavolessa, che hanno il compito di portare Bull il primo sulla retta via e la seconda sulla cattiva strada.
Ma non vincerà nessuno dei due, poiché sarà lo stesso Bull a coinvolgere i due agenti dell'aldilà nelle sue scorribande per ritrovare il biglietto smarrito. L'angelo e la diavolessa perdono entrambi i loro poteri e diventeranno comuni mortali, lavorando per Bull che grazie ai soldi della lotteria rileva la compagnia dal fallimento trasformandola in una grossa ditta di trasporti di limousine.